# Arne Slot
Arend Martijn Slot (født 17. september 1978) er en hollandsk fodboldtræner, og tidligere fodboldspiller, som er træner for Premier League-klubben Liverpool.

## Spillerkarriere
Slot spillede som midtbanespiller i sin karriere. Han begyndte sin karriere hos FC Zwolle, hvor at han fik sin førsteholdsdebut i 1995. Han spillede for klubben frem til 2002, hvor han skiftede til NAC Breda. I 2007 skiftede han til Sparta Rotterdam og spillede to sæsoner her, før han skiftede tilbage til Zwolle i 2009, hvor han spillede indtil han stoppede sin spillerkarriere i 2013.

## Trænerkarriere

### Tidlige karriere
Slot begyndte sin trænerkarriere hos Zwolle som træner for ungdomsholdene i 2013.
I 2014 blev han hyret som assistenttræner hos SC Cambuur. I oktober 2016 fyrede Cambuur deres træner Rob Maas, og Slot i samarbejde med  den anden assistenttræner Sipke Hulshoff overtog hermed delt rollen som træner.

### AZ
Slot blev i marts 2017 hyret som assistenttræner hos AZ. I december 2018 blev det annonceret, at Slot ville overtage rolle som cheftræner ved begyndelsen af 2019-20 sæsonen. Han imponerede i rollen som cheftræner, men blev i december 2020 fyret af klubben, efter han havde forhandlet en aftale med Feyenoord.

### Feyenoord
10 dage efter AZ havde fyret Slot, blev det annonceret, at han ville overtage som Feyenoords træner ved begyndelsen af 2021-22 sæsonen. Han ledte i sin debutsæson Feyenoord til at slutte på tredjepladsen i ligaen og til UEFA Conference League-finalen, hvor at de dog tabte til AS Roma. Han blev ved sæsonens udgang kåret som årets træner i Holland.
I 2022-23 sæsonen ledte Slot klubben til at vinde det hollandske mesterskab, hvilke var deres første mesterskab siden 2017. Han blev som resultat kåret som årets træner i Holland for anden sæson i streg.

### Liverpool
Slot blev i juni 2024 hyret af engelske Liverpool, hvor han erstattede Jürgen Klopp som træner.

## Titler

### Som spiller
Zwolle
- Eerste Divisie: 2 (2001-02, 2011-12)

### Som træner
Feyenoord
- Eredivisie: 1 (2022-23)
- KNVB Cup: 1 (2023-24)

Liverpool
- Premier League: 1 (2024-25)

Individuelle
- Årets Fodboldtræner i Holland: 2 (2021-22, 2022-23)